# Operation Unthinkable
Operation Unthinkable (Unternehmen Undenkbar) war der Name eines im Mai 1945 vom britischen Premierminister Winston Churchill in Auftrag gegebenen Kriegsplans, der die militärische Zurückwerfung der damaligen Sowjetunion und dann die Wiederherstellung eines formell unabhängigen Polens durch Großbritannien und die USA zum Ziel hatte.
Der Plan wurde vom britischen Chiefs of Staff Committee als militärisch undurchführbar eingestuft und fallen gelassen. Der britische Generalstabschef Alan Brooke nannte ihn in seinen Tagebuchaufzeichnungen „reine Fantasterei“ ohne jede „Aussicht auf Erfolg“, der US-amerikanische Präsident Truman lehnte zu diesem Zeitpunkt jede Idee einer kriegerischen Konfrontation mit der Roten Armee generell ab. Politisch war noch nicht einmal wahrscheinlich, dass die Soldaten der britischen Streitkräfte – die mit dem gerade erreichten Sieg über Hitler die Hoffnung verbanden, wieder nach Hause verlegt zu werden – mental einen derart raschen Wechsel des Feindbildes mitgemacht und Angriffsbefehle uneingeschränkt befolgt hätten.
Der ausgearbeitete Plan wurde Churchill am 22. Mai 1945, zwei Wochen nach der deutschen Kapitulation, vom Chief of Staff, Lt. Gen. Sir Hastings Lionel Ismay, übergeben und am 8. Juni 1945 und 11. Juli 1945 ergänzt. Als Termin für den Angriff auf die Sowjetunion wurde der 1. Juli 1945 zugrunde gelegt. Geplant war der Einsatz von britischen und US-Truppen. Circa 47 Divisionen der Westalliierten (ungefähr 50 % der im Deutschen Reich stationierten Truppen) sollten gegen die Rote Armee im Bereich Dresden vorrücken. Wegen der hohen zahlenmäßigen Überlegenheit der Roten Armee beabsichtigte man außerdem die Wiederbewaffnung von ca. 100.000 Soldaten der besiegten deutschen Wehrmacht. Im Sommer 1945 hatten die Sowjets eine Überlegenheit an Soldaten von 4:1 und an Panzern von 2:1.
Churchill wies nach der ernüchternden Lagebeurteilung die britische Militärführung an, ersatzweise mit defensiven Planungen für den Fall eines etwaigen Vormarsches der UdSSR und der dann folgenden Bedrohung der britischen Inseln zu beginnen.
Der als streng geheim eingestufte Plan wurde erst 1998 durch das britische Nationalarchiv in London der Öffentlichkeit zugänglich gemacht.
Der sowjetische Geheimdienst NKWD hatte durch einen Agenten aber bereits in der Eruierungsphase von den Überlegungen Churchills und des Generalstabes erfahren, ohne von ihnen besonders überrascht zu sein, da man den West-Alliierten ohnehin misstraute. Tatsächlich hatte die sowjetische Seite selbst schon 1944 ernsthafte Überlegungen angestellt, nach einem Sieg über das nationalsozialistische Deutschland mit ihrer numerisch überlegenen Armee bis nach Frankreich und Italien weiterzumarschieren und parallel dazu Norwegen und Dänemark zu erobern, um die Ostsee zu sichern. Als bekannt wurde, dass die Amerikaner über Atomwaffen verfügten, verlor diese Idee ihre Grundlage.